# 카를 하랄드 비크

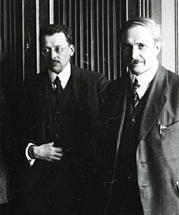
카를 비크와 위리외 시롤라. 1917년 스톡홀름.

카를 하랄드 비크(핀란드어: Karl Harald Wiik: 1883년 - 1946년)는 핀란드의 사회민주주의 지도자이다. 1911년-1918년, 1922년-1929년, 1933년-1941년, 1944년-사망 때까지 의회의원직을 역임했다. 핀란드 사회민주당 당내 좌파의 영향력 있는 인물로서 핀란드 내전 이후 적핀란드 반군들에게 협조하였다는 이유로 얼마간 수감되기도 했다. 1940년, 비크 외 다섯 명의 사회민주당 의원들은 극좌 성향을 이유로 당에서 제명을 당했다. 이들 여섯 명은 계속전쟁에 끊임없이 반대하여 1941년-1944년 동안 또 감옥생활을 했다. 소련과 휴전협정이 체결되면서 1944년 9월 석방된 비크 외 5인은 합법화된 핀란드 공산당과 연대하여 핀란드 인민민주동맹을 창당했다.
| 전임 타비 타이니오 | 제5대 핀란드 사회민주당 서기 1926년 2월 6일-1936년 5월 25일 | 후임 알렉시 알토넨 |